# Чубач плямистий
Чубач плямистий (Cystophora cristata) — вид тварин родини Отарієвих. Чубач зустрічається на високих широтах в північній Атлантиці, сезонно розширює свій ареал розповсюдження на північ, у Північний Льодовитий океан, а також на південь, в Північне море у північно-східній частині Атлантичного океану.

## Морфологічна характеристика
Забарвлення сріблясто чи блакитнувато-сіре, є численні чорні чи коричнювато-чорні клапті від 50—80 см² на спині та боках до менших на шиї та череві. На передніх і задніх ластах великі кігті. Статевий диморфізм помітний, дорослі самці приблизно 2,5 м довжиною й 300 кг вагою, найбільші сягають 400 кг. Дорослі самиці менші, в середньому 2,2 м і 160 кг, але можуть сягати 300 кг. 

## Життєвий цикл
Сезон розмноження цього виду дуже короткий, як правило, триває всього близько 2,5 тижнів, і спаровування відбувається у воді. Дітонародження відбувається в середині березня. Щенята народжуються близько 1 м в довжину і вагою 24 кг. Цей вид має найкоротший період лактації серед ссавців, більшість щенят годуються молоком протягом чотирьох днів. Цуценята важать в середньому 48 кг при відлученні від годування. Короткий репродуктивний період є енергетично вигідним як для самців так і самиць, з відносними малими втратами маси тіла для обох статей в порівнянні з іншими тюленями. Тривалість життя C. cristata 25–30 років, максимальна 35 років. 

## Спосіб життя
C. cristata дуже здібний пірнальник, більшість їх занурення на 100–600 м в глибину, тривалістю 5–25 хвилин, проте були зареєстровані дуже глибокі занурення на більш ніж 1000 м тривалістю майже годину. C. cristata солітарні протягом року, окрім сезону розмноження. Харчуються різноманітними рибами і безхребетними, у тому числі видами, які відбувають у товщі води. Білі ведмеді і косатки хижаки для C. cristata. 